# Citlaltónac
Citlaltónac (del náhuatl: Sitlaltonak ‘estrella brillante’‘sitlalli, estrella; tonak, brillante’) o Citlalatonac en la mitología mexica es el dios de las estrellas varones, de las cuales creó junto a su esposa Citlalicue; Esta pareja de dioses a veces se asocia con la primera de humanos en esta mitología, Nata y Nena. Proviene de la cultura mixteca y se creía que era la luz y la oscuridad, la luna y el sol.